# Административное деление Оренбурга

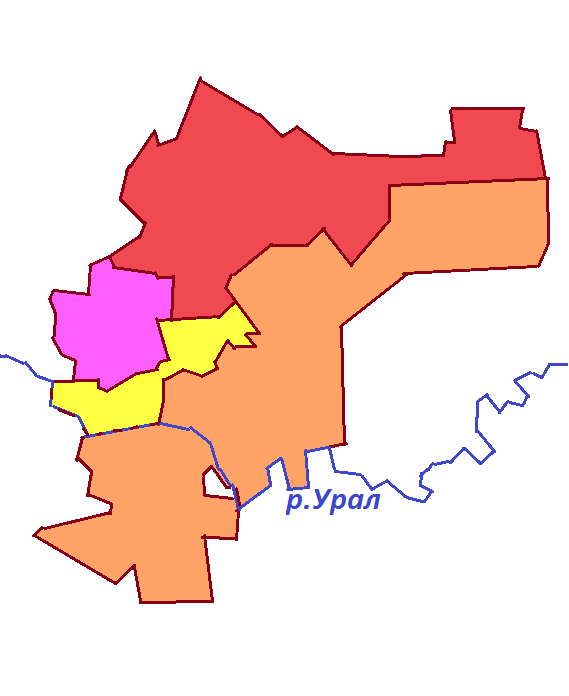
Внутригородские районы и округа Оренбурга:
Северный округ:
Дзержинский район
Промышленный район Южный округ:
Центральный район
Ленинский район

Город Оренбург, административный центр Оренбургской области, разделён на 2 территориальные единицы — Северный и Южный округа.
В их составе выделяются 4 территориальные единицы округов — районы. Северный округ включает Промышленный и Дзержинский районы, а Южный — Ленинский и Центральный.
Территориальные единицы города Оренбурга (округа и районы) не являются муниципальными образованиями.
Двум округам подчинены 10 сельских населённых пунктов, которые вместе с самим городом в рамках организации местного самоуправления составляют муниципальное образование город Оренбург со статусом городского округа. В рамках областного административно-территориального устройства Оренбург имеет статус отдельной административно-территориальной единицы — города (областного значения).

## Округа и районы
|   | Округ/Район города | Площадь км² | Население чел. 2021 | Код ОКАТО  |
| - | ------------------ | ----------- | ------------------- | ---------- |
|   | Северный округ     | 156         | 250 179             |            |
| 1 | Дзержинский район  | 127         | 145 561             | 53 401 362 |
| 2 | Промышленный район | 29          | 104 618             | 53 401 368 |
|   | Южный округ        | 218         | 293 475             |            |
| 3 | Центральный район  | 88          | 80 406              | 53 401 373 |
| 4 | Ленинский район    | 130         | 213 069             | 53 401 364 |

## Населённые пункты

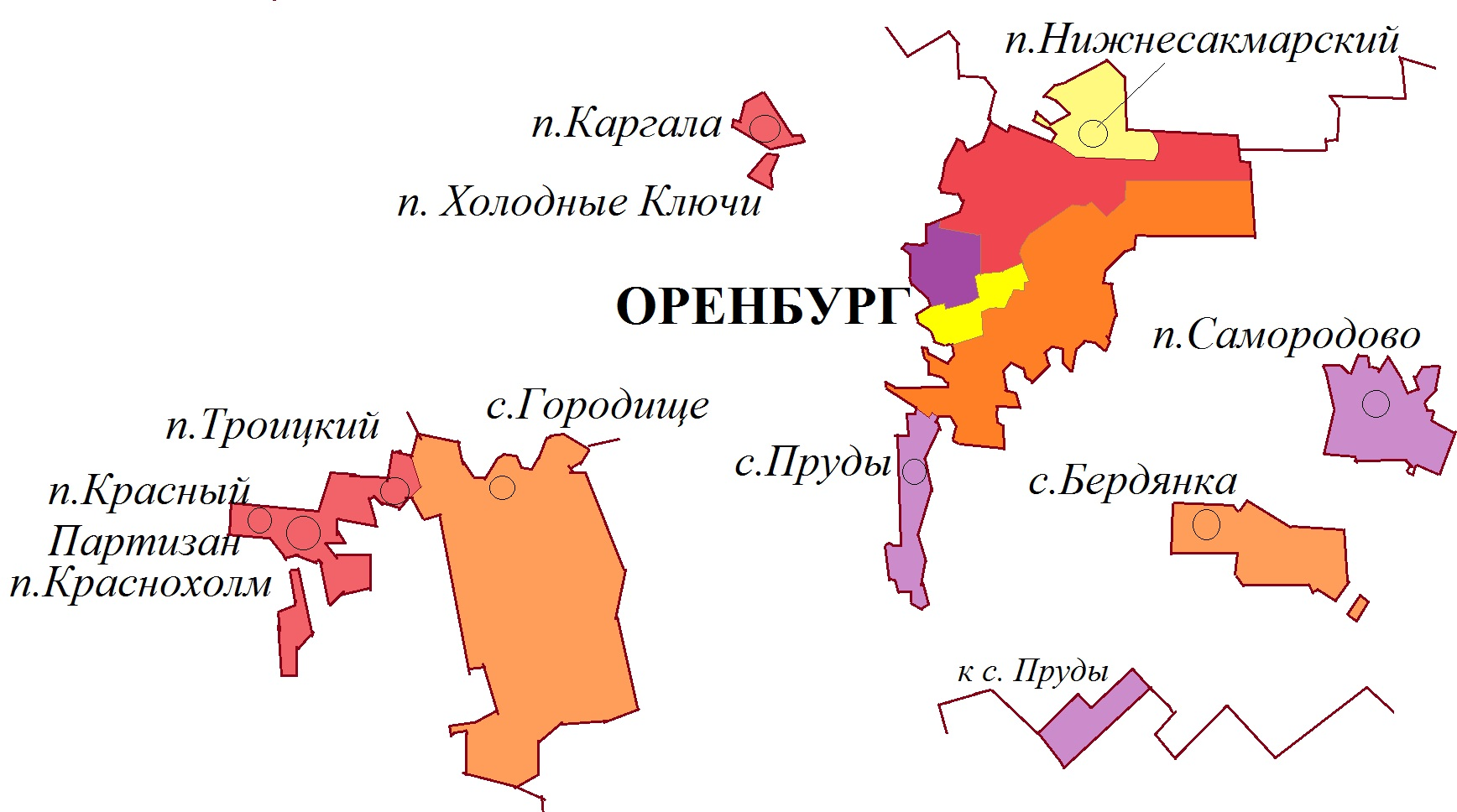
Внутригородские районы и округа c подчинёнными сельскими населёнными пунктами в рамках городского округа г. Оренбурга:
Северный округ:
Дзержинский район
Промышленный район Южный округ:
Центральный район
Ленинский район

Северному округу города Оренбурга подчинены 7 сельских населённых пунктов  (посёлки Каргала, Холодные Ключи, Троицкий, Красный Партизан и Самородово, сёла Краснохолм и Пруды), которые отнесены к территориальным органам администрации Северного округа: администрации посёлка Самородово, администрации села Краснохолм, администрации села Пруды и администрации посёлка Каргала. 
Южному округу города Оренбурга подчинены 3 сельских населённых пункта (село Городище, посёлки Бердянка и Нижнесакмарский), которые отнесены к одноимённым территориальным органам администрации Южного округа (администрациям села и посёлков).
| №     | Населённый пункт | Тип     | Население | Округ    | Район        |
| ----- | ---------------- | ------- | --------- | -------- | ------------ |
| 1e-06 | Оренбург         | город   | ↘536 515  | все      | все          |
| 1     | Бердянка         | посёлок | 710       | Южный    | Ленинский    |
| 2     | Городище         | село    | 2371      | Южный    | Ленинский    |
| 3     | Каргала          | посёлок | ↘1946     | Северный | Дзержинский  |
| 4     | Краснохолм       | село    | ↘5032     | Северный | Дзержинский  |
| 5     | Красный Партизан | посёлок | 266       | Северный | Дзержинский  |
| 6     | Нижнесакмарский  | посёлок | 1656      | Южный    | Центральный  |
| 7     | Пруды            | село    | 685       | Северный | Промышленный |
| 8     | Самородово       | посёлок | 1629      | Северный | Промышленный |
| 9     | Троицкий         | посёлок | 280       | Северный | Дзержинский  |
| 10    | Холодные Ключи   | посёлок | 196       | Северный | Дзержинский  |

## Исторические микрорайоны
- Авиагородок,
- Аренда,
- Беловка,
- Берды,
- Восточный,
- 2-й Восточный,
- Заречный,
- Звёздный,
- Карачи,
- Красный городок,
- Красный посад,
- Кузнечный,
- Имени Куйбышева,
- Кушкуль,
- Маяк,
- Малая земля,
- Новая слободка,
- Новостройка,
- Октябрьский,
- Овчинный городок,
- Подмаячный (Маяк),
- Пороховые,
- Пристанционный,
- Пугачи,
- Ренда,
- Ростоши,
- Северный,
- Ситцовка,
- Степной,
- Сырейная площадь,
- Форштадт,
- Хлебный городок,
- Южный.